# Papenstraße (Lüneburg)
Die Papenstraße ist eine Straße in Lüneburg.

## Lage
Die Straße verläuft von Westen nach Osten. Sie beginnt im Westen an der Kreuzung der Straßen Am Berge, Glockenstraße und Am Sande und endet im Osten an der Kreuzung Wandfärberstraße, Scherenschleiferstraße und Bei der St. Johanniskirche. Die Länge der schmalen Straße beträgt etwa 130 Meter. Die Hausnummerierung beginnt an der südlichen Seite der Straße im Westen und läuft in Hufeisenform zurück auf der nördlichen Seite. Die ersten Häuser im Westen der Straße gehören zu den Straßen Am Sende und Am Berge. Die Straße ist als Fußgängerzone ausgeschildert.

## Geschichte
Der Name leitet sich von Vikar ab, diese wohnten hier. Der Name Papenstraße setzte sich aber erst nach der Reformation durch. Hier wohnten aber auch Bürger wie 1498 der Ratmann Schele.

## Baudenkmale
| Lage                                            | Bezeichnung     | Beschreibung | ID       | Bild |
| ----------------------------------------------- | --------------- | --- | -------- | ---- |
| Papenstraße 53° 14′ 55″ N, 10° 24′ 43″ O        | Straßenpflaster | | 30682996 |      |
| Papenstraße 1 53° 14′ 54″ N, 10° 24′ 41″ O      | Wohnhaus        | Das traufständige Haus hat ein Geschoss und ein Satteldach. Es ist ein Fachwerkhaus, welches laut Inschrift im Jahre 1594 erbaut wurde. Das Dach trägt ein schmales Zwerchhaus. Unter dem Zwerchhaus befindet sich der Eingang.    | 30658188 |      |
| Papenstraße 2 53° 14′ 54″ N, 10° 24′ 42″ O      | Wohnhaus        | Das Haus ist ein niedriger Backsteinbau mit Satteldach. | 30652782 |      |
| Papenstraße 3 53° 14′ 55″ N, 10° 24′ 42″ O      | Wohnhaus        | Das giebelständige Haus geht auf ein Bau aus dem 14. Jahrhundert zurück. Es wurde aus Backstein errichtet. Die drei Geschosse sind durch Tausteinreihen gegliedert. Das Spitzbogenportal stammt aus dem 14. Jahrhundert.           | 30598911 |      |
| Papenstraße 4 53° 14′ 55″ N, 10° 24′ 42″ O      | Wohnhaus        | Das traufständige Haus wurde 1983 renoviert. | 30652805 |      |
| Papenstraße 5 53° 14′ 55″ N, 10° 24′ 43″ O      | Wohnhaus        | | 30664506 |      |
| Papenstraße 6 / 6a 53° 14′ 55″ N, 10° 24′ 43″ O | Wohnhaus        | Das traufständige Haus hat zwei Geschosse und ein Satteldach. Erbaut wurde das Haus im 16. Jahrhundert, um 1800 wurde es massiv umgebaut. In der Mitte der Fassade befinden sich zwei Spitzbogenportale, das linke ist zugemauert. | 30664506 |      |
| Papenstraße 13 53° 14′ 55″ N, 10° 24′ 45″ O     | Wohnhaus        | Das traufständige Haus hat zwei Geschosse. Es wurde wahrscheinlich gegen Ende des 16. Jahrhunderts erbaut. Von 1698 bis zu seinem Tod im Jahr 1733 wohnte der Organist der St.-Johannis-Kirche Georg Böhm in dem Haus.             | 30664506 |      |
| Papenstraße 14 53° 14′ 55″ N, 10° 24′ 44″ O     | Wohnhaus        | Das giebelständige Haus wurde um 1830 erbaut und hat ein Krüppelwalmdach. | 30664241 |      |
| Papenstraße 14 53° 14′ 55″ N, 10° 24′ 44″ O     | Nebengebäude    | | 30645732 | BW   |
| Papenstraße 14 53° 14′ 55″ N, 10° 24′ 43″ O     | Schule          | | 30664221 | BW   |